# Gekreuzigt
Gekreuzigt (ted. Crocifisso (agg.)) è il primo singolo della band tedesca OOMPH!, estratto dal loro quinto album Unrein. La copertina ritrae la Sacra Sindone. Per il best-of Delikatessen è stato fatto un remix della canzone.

## Tracce
1. Gekreuzigt – Single Version
2. Gekreuzigt – Naghavi Mix
3. Gekreuzigt – Jelly & Fish Edit Mix
4. Gekreuzigt – Haujobb Mix

### Limited edition
1. Gekreuzigt – Single Version
2. Gekreuzigt – Naghavi Mix
3. Gekreuzigt – Jelly & Fish Edit Mix
4. Gekreuzigt – Haujobb Mix
5. Gekreuzigt – Myer Mix

## Video
Il video viene girato in una specie di parcheggio sotterraneo. La band suona la canzone e mostra le persone che sistemano il posto e portano via la croce.